# UBS Open 2001
UBS Open 2001 — тенісний турнір, що проходив на ґрунтових кортах у місті Гштаад, Швейцарія з 9 липня . Належав до категорії ATP International Series, був турніром серії Swiss Open Gstaad 2001 року.

## Фінальна частина

### Одиночний розряд
Їржі Новак (тенісист) —  Хуан Карлос Ферреро 6–1, 6–7(5–7), 7–5

### Парний розряд
Роджер Федерер /  Марат Сафін —  Майкл Гілл /  Джефф Таранго 1–0 ret.